# Galinduste (kommunhuvudort)
Galinduste är en kommunhuvudort i Spanien.   Den ligger i provinsen Provincia de Salamanca och regionen Kastilien och Leon, i den centrala delen av landet, 160 km väster om huvudstaden Madrid. Galinduste ligger 953 meter över havet och antalet invånare är 531.
Terrängen runt Galinduste är platt. Runt Galinduste är det mycket glesbefolkat, med 5 invånare per kvadratkilometer. Närmaste större samhälle är Guijuelo, 16,0 km sydväst om Galinduste. Trakten runt Galinduste består till största delen av jordbruksmark.